# 안양여자고등학교
안양여자고등학교(安養女子高等學校)는 대한민국 경기도 안양시 만안구 안양동에 있는 사립 고등학교이다.

## 학교 연혁
- 1960년 3월 8일 : 초대 교장 김완종 취임
- 1960년 3월 8일 : 안양여자고등학교 설립인가 (3학급)
- 1960년 3월 8일 : 안양여자고등학교 개교
- 1960년 4월 11일 : 제1회 입학식
- 1970년 4월 18일 : 초대 이사장 이재준 취임
- 1970년 8월 18일 : 학교법인 대림학원으로 정관 변경
- 1974년 5월 4일 : 본관 4층 신축(20실)
- 2002년 3월 1일 : 고등학교 학칙변경 인가 (24학급)
- 2002년 12월 26일 : 강당동 증축(3층)
- 2003년 1월 22일 : 본관 2교무실동 6층 증축
- 2015년 1월 1일 : 제8대 이사장 남용 취임
- 2021년 9월 1일 : 제9대 교장 김성우 취임

## 참고 자료
- 안양여자고등학교 - 한국교육학술정보원 학교알리미